# Zmienne graficzne
Zmienne graficzne, zmienne wizualne – cechy znaku graficznego, np. znaku kartograficznego na mapach. Francuski kartograf i twórca koncepcji zmiennych graficznych Jacques Bertin wyróżnił sześć takich zmiennych:
- kształt (np. koło, kwadrat, trójkąt)
- wielkość (wysokość słupka, powierzchnia koła itp.: duży – średni – mały)
- jasność (stosunek bieli do czerni, biały – jasny – ciemny – czarny)
- ziarnistość (tekstura – zmienna której poszczególne stopnie zachowują jednakowy stosunek bieli do czerni, np. z drobnym deseniem, z grubym deseniem)
- ton (składowa barwy – kolor, np. czerwony, żółty, zielony, niebieski)
- orientacja (ułożenie: pionowo, poziomo, ukośnie w prawo, ukośnie w lewo)